# عبد الله بن عامر اليحصبي
الإمام عبد الله بن عامر بن يزيد اليَحْصَبي ،يُكنى بأبي عِمْران الشامي ولد سنة 21 من الهجرة، وقيل قبل ذلك، يعد من التابعين.

## بعض شيوخه
- أخذ القراءة عرضاً عن أبو الدرداء الأنصاري.
- عن المغيرة بن أبي شهاب صاحب عثمان.

## بعض تلاميذه
- قرأ عليه أخوه عبد الرحمن.
- يحيى الذماري.

## راوييه
- الإمام هشام بن عمار، يُكنى بأبي الوليد الدمشقي، ولد سنة ثلاث وخمسين ومائة من الهجرة، وتوفي سنة خمس وأربعين ومائتين، وقيل: سبع وأربعين ومائتين من الهجرة.
- الإمام عبد الله بن أحمد بن بشير بن ذكوان، يُكنى بأبي عمرو إمام الجامع الأموي ولد سنة ثلاث وسبعين ومائة من الهجرة، وتوفي يوم الاثنين ، الثامن والعشرين من شوال ، لعام اثنين وأربعين ومائتين للهجرة.

## وفاته
- توفي سنة ثمان عشرة بعد المائة من الهجرة، يوم عاشوراء بدمشق.[1]